# Sara Alström
Sara Catharina Alström, född 28 oktober 1975 i Stockholm, är en svensk tidigare skådespelare. Hon är äldre syster till skådespelaren Hanna Alström.
Alström började spela barnteater tillsammans med sin syster Hanna vid Unga Teatern när hon var 11 år. Hon turnerade i både Sverige och England med nummer från kända musikaler samt uppträdde på Konserthuset i Stockholm vid 12 års ålder. Hon fick sin första stora scenroll på Confidenceteatern i pjäsen Siri Brahe 1988. Hon studerade först vid Stockholms Balettakademi 1993–1995 och Kulturamas musikal-yrkeslinje 1994–1996 samt senare i New York  vid Actors' Studio och Stella Adler Conservatory of Acting. I mitten av 1990-talet blev hon känd för en bredare publik som Lina Dahlén i TV-serien Rederiet.
I början av 2000-talet ändrade hon primärt bana till arbete bakom kameran för att få det något lugnare och mer tid för familjeliv. Under 2010-talet fick hon barn och började arbeta som säljare av hudvårdsprodukter.

## Filmografi
- 1988 – Pippi Långstrump – starkast i världen (dubbning)
- 1989 – Maskrosbarn
- 1989 – Badhuset
- 1995 – När alla vet
- 1995 – Sebastian
- 1996–1997 – Rederiet (TV-serie)
- 1996 – Vänner och fiender (TV-serie)
- 1997 – 9 millimeter
- 1999 – Vita lögner (TV-serie)